# Trilobite Promenade
Trilobite Promenade är en bergstopp i Antarktis. Den ligger i Östantarktis. Australien gör anspråk på området. Toppen på Trilobite Promenade är 3 035 meter över havet.
Terrängen runt Trilobite Promenade är en högslätt, och sluttar österut. Trakten är obefolkad. Det finns inga samhällen i närheten.